# Heudreville-en-Lieuvin
Heudreville-en-Lieuvin è un comune francese di 110 abitanti situato nel dipartimento dell'Eure nella regione della Normandia.

## Società

### Evoluzione demografica
Abitanti censiti